# Tedoforo

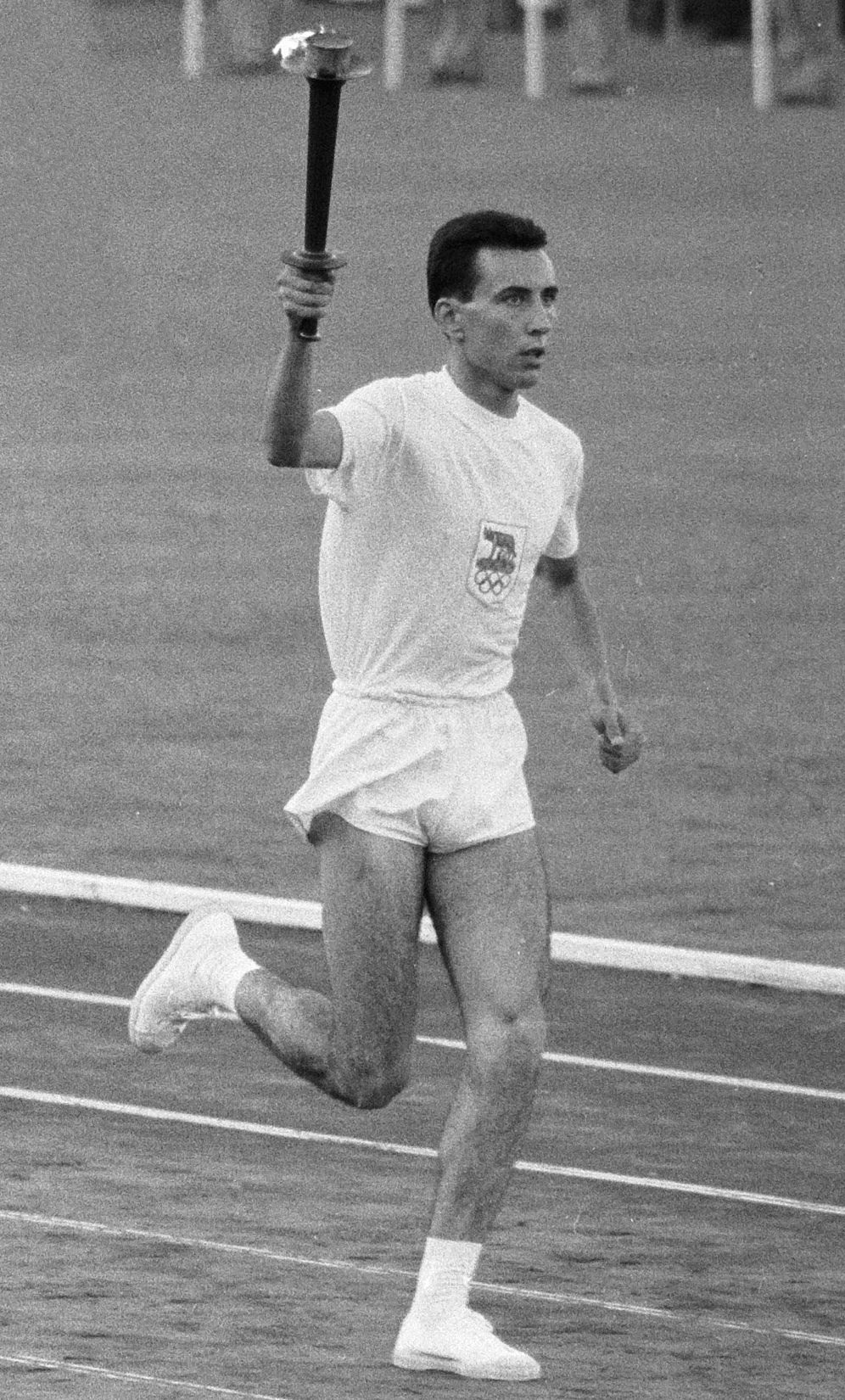
Giancarlo Peris, ultimo tedoforo alle olimpiadi di Roma del 1960

Il tedoforo (da teda, fiaccola cerimoniale), nella tradizione dei giochi olimpici, è la persona che reca la fiaccola accesa con la fiamma.
La tradizione vuole, infatti, che il fuoco venga acceso durante una cerimonia rituale a Olimpia (località della Grecia oggi facente parte della municipalità di Archea Olympia) tramite uno specchio ustorio da un'attrice impersonante una sacerdotessa del tempio di Era (la romana Giunone); tale fuoco viene usato per accendere la teda del primo di una lunga serie di trasportatori, detti tedofori, che attraverso i passaggi di mano portano la fiamma al luogo della cerimonia d'apertura dei giochi olimpici per accendervi il braciere destinato a rimanere acceso per tutta la durata di detti giochi.

## L'ultimo tedoforo
Nel corso degli anni, è divenuta tradizione far compiere a famosi atleti, o ex-atleti, l'ultimo tratto con la fiaccola olimpica. Il primo noto atleta ad accendere il fuoco nello stadio fu il nove volte campione olimpico Paavo Nurmi, che entusiasmò il pubblico di casa nel 1952. Altri famosi recenti tedofori comprendono il calciatore francese Michel Platini (1992), il campione del mondo dei pesi massimi Muhammad Ali (1996) e la quattrocentista aborigena australiana Cathy Freeman (2000).
In altre occasioni, le persone che hanno acceso la fiamma nello stadio non erano famose, ma cionondimeno simboleggiano gli ideali olimpici. Il giapponese Yoshinori Sakai nacque ad Hiroshima il 6 agosto 1945, il giorno in cui la bomba atomica Little Boy distrusse quella città. Egli simboleggiava la rinascita del Giappone dopo la seconda guerra mondiale, quando aprì la XVIII Olimpiade. Alle Olimpiadi di Montréal 1976, due adolescenti, uno proveniente dalla parte francofona della nazione, e uno dalla parte anglofona, simboleggiarono l'unità del Canada.
Di seguito due liste con tutti gli ultimi tedofori della staffetta della fiaccola olimpica.

### Giochi estivi
- Berlino 1936: Fritz Schilgen (mezzofondo).
- Londra 1948: John Mark (velocità).
- Helsinki 1952: Paavo Nurmi e Hannes Kohleimanen (mezzofondo).
- Melbourne 1956: Ron Clarke e Hans Wikne (maratona); quest’ultimo accese la fiamma olimpica a Stoccolma dove si svolsero le gare ippiche.
- Roma 1960: Giancarlo Peris (mezzofondo); non era e non divenne un professionista, ma il CONI aveva stabilito che l'ultimo tedoforo sarebbe stato il vincitore del campionato studentesco di corsa campestre della provincia di Roma, che appunto risultò essere Peris.
- Tokyo 1964: Yoshinori Sakai (velocità). Fu scelto in quanto nato il 6 agosto 1945, giorno del bombardamento atomico di Hiroshima.
- Città del Messico 1968: Queta Basilio (velocità), prima donna ad accendere il braciere olimpico.
- Monaco di Baviera 1972: Günther Zahn (mezzofondo).
- Montréal 1976: Stéphane Préfontaine (velocità) e Sandra Henderson (ginnastica), entrambi quindicenni e rappresentanti rispettivamente i gruppi francofoni e anglofoni del Canada a simboleggiare l’unità del Paese.
- Mosca 1980: Sergej Belov (pallacanestro).
- Los Angeles 1984: Rafer Johnson (decathlon).
- Seoul 1988: Chung Sun-Man, Kim Won-Tak e Sohn Mi-Chung. I tre erano rispettivamente un insegnante, una maratoneta e una danzatrice, a simboleggiare l’istruzione, lo sport e le arti figurative quali componenti della cultura coreana[1].
- Barcellona 1992: Antonio Rebollo (tiro con l’arco), primo atleta disabile ad avere acceso il braciere olimpico nonché primo ad avere acceso il braciere sia alle olimpiadi che alle Paralimpiadi.
- Atlanta 1996: Muhammad Ali (pugilato).
- Sydney 2000: Cathy Freeman (velocità).
- Atene 2004: Nikolaos Kaklamanakīs (vela, windsurf).
- Pechino 2008: Li Ning (ginnastica)
- Londra 2012: i tedofori furono sette giovani sportivi scelti da altrettanti atleti britannici di chiara fama: Callum Airlie (nominato da Shirley Robertson), Jordan Duckitt (da Duncan Goodhew), Desiree Henry (da Daley Thompson), Katie Kirk (da Mary Peters), Cameron MacRitchie (da Sir Steve Redgrave), Aidan Reynolds (da Lynn Davies) e Adelle Tracey (da Kelly Holmes). Ognuno di essi accese la fiamma di un condotto di gas che rappresentava il petalo di un grosso fiore che, una volta acceso, si rivelò essere il braciere.
- Rio de Janeiro 2016: Vanderlei de Lima (mezzofondo).
- Tokyo 2020: Naomi Ōsaka (tennis).
- Parigi 2024: Teddy Riner (judo) e Marie-José Pérec (velocità).

### Giochi invernali
- Oslo 1952: Eigil Nansen, nipote dell'esploratore polare Fridtjof Nansen.
- Cortina d’Ampezzo 1956: Guido Caroli, pattinatore di velocità che partecipò alle edizioni del 1948, 1952 e 1956. Pattinando con la fiaccola inciampò su un cavo televisivo ma mantenne accesa la fiamma.
- Squaw Valley 1960: Ken Henry, campione olimpico nel pattinaggio di velocità (500 m) ai Giochi del 1952.
- Innsbruck 1964: Joseph Rieder, sciatore alpino che aveva preso parte alle Olimpiadi del 1956.
- Grenoble 1968: Alain Calmat, pattinatore artistico, vincitore della medaglia d'argento alle Olimpiadi del 1964.
- Sapporo 1972: Hideki Takada, studente e pattinatore di velocità.
- Innsbruck 1976: Christl Haas e Josef Feistmantl. Haas vinse il titolo olimpico di discesa libera nel 1964; Feistmantl vinse nello slittino doppio nello stesso anno.
- Lake Placid 1980: Charles Kerr, uno psichiatra dell'Arizona che era stato scelto dagli altri staffettisti per compiere l'ultima parte.
- Sarajevo 1984: Sandra Dubravčič, pattinatrice artistica che partecipò alle Olimpiadi del 1980 e 1984.
- Calgary 1988: Robyn Perry, studentessa dodicenne e pattinatrice artistica.
- Albertville 1992: Michel Platini, ex calciatore, e François-Cyrille Grange, un bambino di 8 anni della Savoia. Platini partecipò alle Olimpiadi del 1976.
- Lillehammer 1994: Haakon Magnus, Principe ereditario di Norvegia. Sia il padre che il nonno presero parte alle Olimpiadi.
- Nagano 1998: Midori Itō, pattinatrice artistica, vincitrice dell'argento olimpico nel 1992.
- Salt Lake City 2002: L'intero gruppo della nazionale statunitense di hockey su ghiaccio che vinse l'oro olimpico nel 1980.
- Torino 2006: Stefania Belmondo, sciatrice di fondo, è l'atleta che detiene il primato italiano nel medagliere olimpico invernale (10 medaglie).
- Vancouver 2010: Wayne Gretzky, ex giocatore di hockey su ghiaccio; Catriona May Le Doan, pattinatrice di velocità; Steve Nash, giocatore di basket; Nancy Greene, sciatrice.
- Soči 2014: Irina Rodnina, ex campionessa di pattinaggio, e Vladislav Tret'jak, ex campione di hockey, due popolari atleti russi degli anni Settanta.
- Pyeongchang 2018: Yuna Kim, ex pattinatrice artistica.